# Komenda-Edina-Eguafo-Abirem
Le district de Komenda-Edina-Eguafo-Abirem est l’un des 13 districts de la Région du Centre (Ghana).